# Sân bay quốc tế Rotorua
Sân bay quốc tế Rotorua (mã sân bay IATA: ROT, mã sân bay ICAO: NZRO) là một sân bay quốc tế phục vụ Rotorua, New Zealand. Sân bay cách trung tâm thành phố km. Sân bay quốc tế Rotorua có 2 đường băng. Sân bay mở cửa vào năm 1963, với đường băng kích thước 1378m x 30m để nó có thể phù hợp Công ty Hàng không Quốc gia Douglas DC-3 và máy bay Fokker F27, thay thế sân bay Whakarewarewa cũ. Sân bay cũ ở phía bắc của Phố Sala và bây giờ là một khu vực ngoại thành.
Hiện nay nó có hoạt động thường xuyên hơn, với chi nhánh khu vực của Air New Zealand. Các tuyến đường bận rộn nhất là từ Rotorua-Christchurch bởi hãng Mount Cook Airlines sử dụng máy bay ATR 72-500. Đôi khi hãng Air New Zealand sử dụng Boeing 737-300 cho tuyến này. Hiện nay các máy bay lớn nhất phục vụ sân bay Airbus A320 của Air New Zealand hoạt động trên Rotorua-Sydney.

## Hãng hàng không và tuyến bay
| Hãng hàng không                                     | Các điểm đến                          | Type    |
| --------------------------------------------------- | ------------------------------------- | ------- |
| Air New Zealand                                     | Sydney                                | Quốc tế |
| Air New Zealand vận hành bởi Air Nelson             | Wellington                            | Nội địa |
| Air New Zealand vận hành bởi Eagle Airways          | Auckland, Wellington                  | Nội địa |
| Air New Zealand vận hành bởi Mount Cook Airline     | Christchurch, Queenstown              | Nội địa |
| Sunair                                              | Gisborne, Kerikeri, Napier, Whangarei | Nội địa |
| White Island Flights vận hành bởi East Bay Aviation | Whakatane                             | Nội địa |